# 淀川河川公園秋期野球大会
淀川河川公園秋期野球大会（よどがわかせんこうえん・しゅうきやきゅうたいかい）は、大阪府の淀川河川公園を舞台に毎年9-11月にかけて行われる軟式野球（草野球）の大会である。1974年開始。
大会は春季に同地で行われる「サンスポ野球大会」と並んで、西日本各地の草野球愛好家が集まってその実力ナンバーワンを争う。その結果はサンケイスポーツ大阪版に掲載されている。

## 大会の仕組み
（2012年）
- 出場チーム数　160（前回大会のベスト8チームはシード　シードチーム以外は定員を超えた場合抽選で出場チームを決定する）
- 全試合トーナメント方式で、160チームを1ブロックあたり40チーム（うちシードチームはそれぞれに2チーム）を割り当てる。
- 大会は9月-11月の日曜日・祝日を中心に開催（雨天中止の場合は次の週の週末に順延）
- 出場登録メンバーについてはチーム受付期間中は変更・追加の制限は設けないが、変更する場合は選手登録申し込み用紙の再提出を受付期間内に求める。また出場チーム決定後もやむを得ない事情で登録メンバーを変更・追加する場合でも制限は設けないが、「組み合わせ抽選会」実施日までに申し込み用紙の再提出を求める。組み合わせ抽選会後の変更・追加は認めない
- 試合は原則7イニングとし、1回戦から準々決勝については基本試合時間を90分までとするが、80分を過ぎた場合は7回を満たさなくても次のイニングに入らない。また次の試合の進行上の都合上90分を経過した段階で、イニングの途中であってもそこで試合を打ち切りとする。
  - 1-5回戦については同点の場合は試合終了後代表者の抽選で次の試合への進出チームを決める。
  - 準々決勝については、7回終了、または制限時間切れで打ち切りとなったイニング消化時点で同点となった場合は次のイニングからタイブレーク方式（大会特別ルールで1アウト満塁の段階から行う）による延長戦（回数無制限）で決着をつける。
- 準決勝からは時間制限なしとし、準決勝は7イニング、決勝は9イニングで実施。規定イニング終了後はタイブレーク方式の延長戦とする。